# Rudwarz
Rudwarz ist ein Ortsteil der Gemeinde Günzach im schwäbischen Landkreis Ostallgäu.

## Geografie
Der Weiler Rudwarz liegt circa einen Kilometer nordöstlich von Günzach an einem Moränenhügel. 

## Geschichte
Rudwarz wird erstmals 1433 als "Rutwarts Berg" erwähnt und befand sich in bürgerlich-kemptischen Besitz.
Im Jahr 1640 werden drei Anwesen gezählt, 1809 ebenfalls.

## Sehenswürdigkeiten
Siehe: Liste der Baudenkmäler in Rudwarz